# Gustav Steinbömer

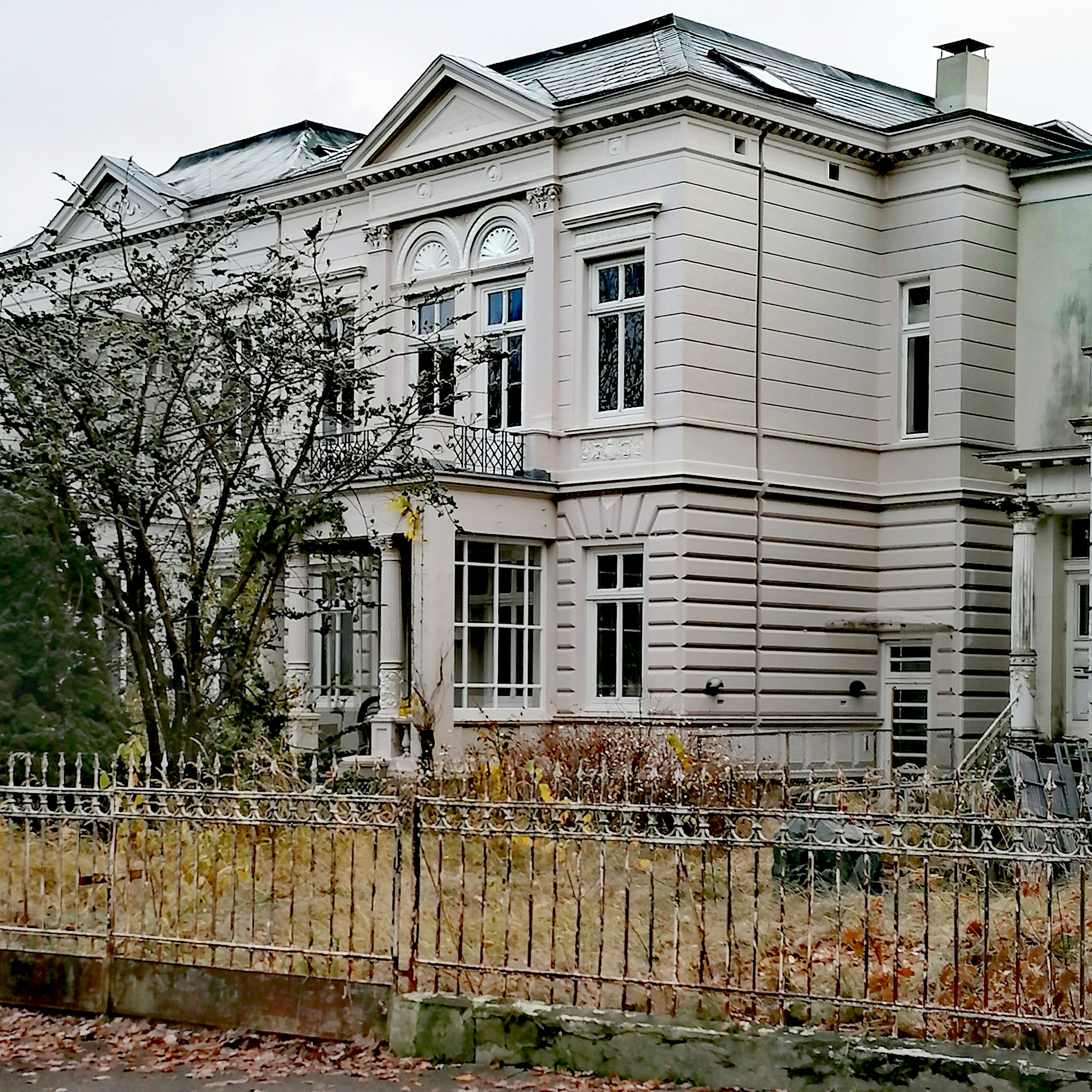
Am Burgfeld 12a, Lübeck

Gustav Steinbömer (auch unter den Pseudonymen Gustav Hillard und Gustav Hillard-Steinböhmer bekannt; * 24. Februar 1881 in Rotterdam; † 3. Juli 1972 in Lübeck) war ein deutscher Schriftsteller, Dramaturg, Major im Generalstab und Kritiker. Seine Romane und Erzählungen befassen sich überwiegend mit der Welt vor dem Ersten Weltkrieg.

## Leben
Steinböhmer, Sohn des Reedereikaufmanns Christian Conrad Steinbömer (1848–1918) und Enkel des Geheimen Sanitätsrats Gustav Diedrich Hillard Steinbömer (1813–1875), besuchte ein holländisches Progymnasium, bevor er 1892 oder 1893 in das großelterliche Haus in Lübeck zog, wo er bis 1895 das Katharineum besuchte. Das Abitur legte er 1900 an der Prinzenschule in Plön ab, an der er seit 1896 ein Mitschüler des Kronprinzen Wilhelm gewesen war, mit dem ihm seither eine Freundschaft verband. Nach dem Schulabschluss entschied sich Steinböhmer für eine Offizierslaufbahn. Er erhielt von 1907 bis 1909 eine Ausbildung an der Preußischen Kriegsakademie in Berlin, diente bis zum Ende des Ersten Weltkriegs im Großen Generalstab und erreichte zuletzt den Rang eines Majors.
Nach Kriegsende war er von 1918 bis 1922 Dramaturg und Direktionsstellvertreter bei Max Reinhardt am Deutschen Theater Berlin. Er nahm sein 1913 begonnenes und durch den Krieg unterbrochenes Studium der Kunstgeschichte, Philosophie, Germanistik und Archäologie an der Friedrich-Wilhelms-Universität zu Berlin wieder auf und promovierte 1924 bei dem Kunsthistoriker Adolph Goldschmidt über Das niederländische Gesellschaftsbild. Ab 1925 war er für mehrere Semester als Dozent an der Schauspielschule des Deutschen Theaters und an der Lessing-Hochschule zu Berlin tätig. Steinböhmer betätigte sich als Privatgelehrter und freier Schriftsteller.
Gustav Steinböhmer war evangelischer Konfession, zeitlebens unverheiratet und hatte einen Adoptivsohn, Maximilian Steinbömer (1907–1965).

## Ehrungen
- 1956: Verdienstkreuz 1. Klasse des Verdienstordens der Bundesrepublik Deutschland
- Ehrenplakette des Senats der Hansestadt Lübeck
- 1962: Mitglied der Deutschen Akademie für Sprache und Dichtung[2]
- 1971 widmete ihm Ernst Forsthoff zum 90. Geburtstag sein Werk Der Staat der Industriegesellschaft[3]
- Ehrengrab auf dem Burgtorfriedhof

## Werke
Romane und Novellen
- Spiel mit der Wirklichkeit. Bernhard Tauchnitz, Leipzig 1932
- Die Nacht des Dr. Selbende. Hanseatische Verlagsanstalt, Hamburg 1942[4]
- Der Smaragd. Novelle. Stromverlag, Hamburg-Bergedorf 1948
- Der Brand im Dornenstrauch. Stromverlag, Hamburg-Bergedorf 1948
- Kaisers Geburtstag. Hoffmann & Campe, Hamburg 1959

Lebenserinnerungen
- Herren und Narren der Welt. List, München 1954

Sonstige Schriften
- Staat und Drama, Junker und Dünnhaupt, 1932
- Politische Kulturlehre. Hanseatische Verlagsanstalt, Hamburg 1933
- Soldatentum und Kultur, Die Wiederherstellung des Soldaten. Hanseatische Verlagsanstalt, Hamburg 1935
- Worte und Werte um Lübeck. Antäus, Lübeck 1961
- Wert der Dauer, Essays-Reden-Gedenkworte. Hoffmann & Campe, Hamburg 1961
- Recht auf Vergangenheit. Hoffmann & Campe, Hamburg 1966

## Notizen
1. ↑  John Zimmermann: Tannenberg 1914. Der Erste Weltkrieg in Ostpreußen. De Gruyter Oldenbourg, Berlin/Boston 2021, ISBN 978-3-11-073483-6, S. 23.
2. ↑  Gustav Hillard-Steinbömer. Deutsche Akademie für Sprache und Dichtung, abgerufen am 10. März 2025.
3. ↑  Ernst Forsthoff: Der Staat der Industriegesellschaft, Vorblatt, C.H. Beck München 1971. ISBN 3 406 02477 7
4. ↑  nationalsozialistischer Verlag

| Personendaten    | Personendaten |
| ---------------- | --- |
| NAME             | Steinbömer, Gustav |
| ALTERNATIVNAMEN  | Steinbömer, Gustav Hillard (vollständiger Name); Hillard, Gustav (Pseudonym); Hillard-Steinböhmer, Gustav (Pseudonym) |
| KURZBESCHREIBUNG | deutscher Schriftsteller, Dramaturg und Kritiker                                                                      |
| GEBURTSDATUM     | 24. Februar 1881 |
| GEBURTSORT       | Rotterdam |
| STERBEDATUM      | 3. Juli 1972 |
| STERBEORT        | Lübeck |